# Habropogon malkovskii
Habropogon malkovskii là một loài ruồi trong họ Asilidae. Habropogon malkovskii được Lehr miêu tả năm 1960. Loài này phân bố ở vùng Cổ Bắc giới.